# Patrick Weber
Patrick Weber (* 11. Juni 1992) ist ein deutscher Handballspieler.

## Vereinskarriere
Der 2,00 m große linke Rückraumspieler spielte bis 2013 beim Oberligisten SG Saulheim, für den er in der Saison 2012/13 über 200 Saisontore warf. Zur Saison 2013/14 wechselte er zur HBW Balingen-Weilstetten, für deren zweite Mannschaft er zunächst auflief, jedoch auch zu Einsätzen in der Bundesliga kam. Ab der Saison 2015/16 spielte er für die TSG Friesenheim. Der 25-jährige Rechtshänder, der ursprünglich als zweiter Linksaußen verpflichtet wurde, bekam nach wenigen Wochen die Chance, auf der linken Rückraumposition zu spielen. In der Zweitligasaison 2016/17 netzte Weber 164-mal ein und stieg mit Friesenheim in die Bundesliga auf.
Ab dem Sommer 2018 stand Weber bei der SG BBM Bietigheim unter Vertrag. Im Januar 2019 schloss er sich dem Zweitligisten HSC 2000 Coburg an. Ab dem Sommer 2019 stand Weber beim TuS Ferndorf unter Vertrag. Zur Saison 2021/22 kehrte er zur SG Saulheim zurück. Im Februar 2022 wechselte Weber zum hessischen Oberligisten TSG Münster.
Weber hat nach einer Statistik von Sky Sport Deutschland und der DKB Handball-Bundesliga 2018 mit 120 km/h den härtesten Wurf der Liga.

## Trainer
Im August 2021 schloss er in der Sportschule Hennef die B-/C-Trainer-Kurzausbildung des Deutschen Handballbundes für ehemalige und aktuelle Profis ab.

## Sonstiges
Sein Bruder Julian Weber ist ein Leichtathlet.